# Kamjanjuki
Kamjanjuki (vitryska: Каменюкі) är en agropolis i Belarus.   Den ligger i voblasten Brests voblast, i den västra delen av landet, 290 km sydväst om huvudstaden Minsk. Kamjanjuki ligger 146 meter över havet och antalet invånare är 1 200.

## Natur
Terrängen runt Kamjanjuki är huvudsakligen platt. Kamjanjuki ligger nere i en dal. Trakten är glest befolkad. Närmaste större samhälle är Kamjanets, 17,5 km söder om Kamjanjuki.